# Yasmin Ahmad

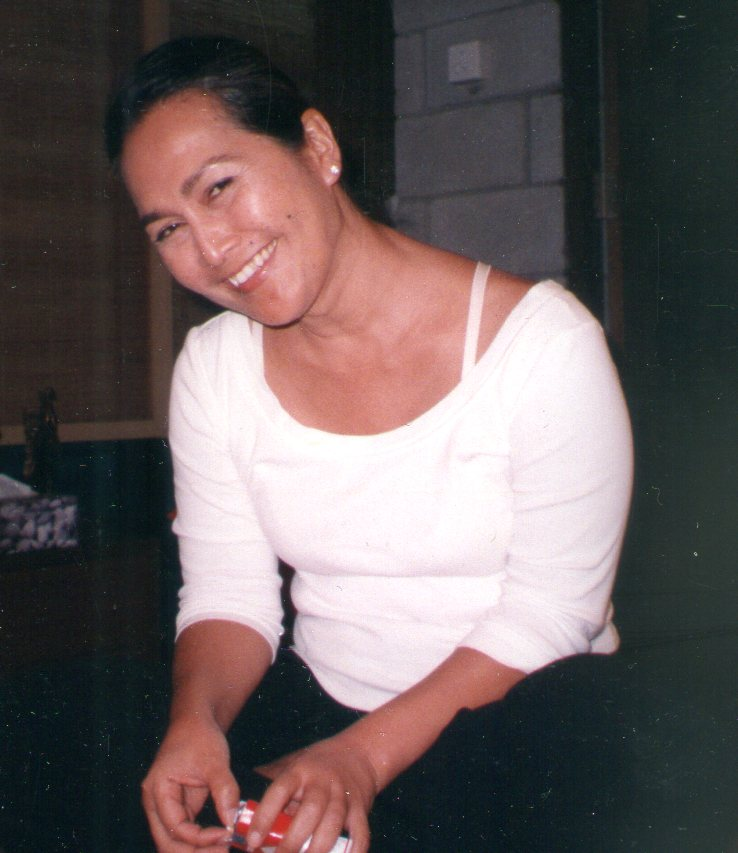
Yasmin Ahmad (2006)

Yasmin Ahmad (Muar, * 7. Januar 1958 in Muar, Johor; † 25. Juli 2009), geboren als Zulkifli bin Ahmad, war eine malaysische Regisseurin, Schriftstellerin, Filmproduzentin und Drehbuchautorin. Ihre Filme und Werbespots sind international mehrfach preisgekrönt und genießen in Malaysia große Beliebtheit. Ihre Werke sind humorvoll, rührend und thematisieren oft interethnische Liebe.
Yasmin Ahmad starb am 25. Juli 2009 an den Folgen eines Schlaganfalls, den sie am 23. Juli 2009 erlitt.

## Filmografie

### Als Regisseurin
- 2003: Rabun (tv)
- 2004: Sepet
- 2006: Gubra
- 2006: Mukhsin
- 2009: Talentime

### Als Drehbuchautorin
- 2003: Rabun (tv)
- 2004: Sepet
- 2006: Gubra
- 2006: Mukhsin
- 2009: Talentime

### Als Produzentin
- 2005: Majidee
- 2005: Raining Amber
- 2006: The Amber Sexalogy

### Als Schauspielerin
- 2006: Tai yang yue